# Фредрік Аурснес
Фредрік Аурснес (норв. Fredrik Aursnes, нар. 10 грудня 1995, Гарейд, Норвегія) — норвезький футболіст, півзахисник португальської «Бенфіки».
Відомий також виступами у складі національної збірної Норвегії.

## Клубна кар'єра

### «Годд»
Фредрік Аурснес народився у містечку Гарейд, що на узбережжі Північного моря. У футбол почав грати у своєму рідному місті в однойменній команді. 
У квітні 2012 року дебютував на професійному рівні у складі клуба «Годд». А у віці 16 років 350 днів Фредрік став наймолодшим переможцем розіграшу Кубка Норвегії. Відігравши в команді чотири сезони Аурснес провів понад сотню матчів.

### «Молде»
У 2016 році підписав чотирирічний контракт з клубом «Молде», яким на той момент керував Уле Гуннар Сульшер. Вже у лютому у матчі плей-оф Ліги Європи проти іспанської «Севільї» Фредрік вперше вийшов на поле у складі нової команди.
Влітку 2019 футболіст подовжив дію свого контракту із клубом до кінця сезону 2021 року.

## Збірна
Ще будучи гравцем «Годда» у 2014 році Аурснес отримав виклик до складу молодіжної збірної Норвегії. За «молодіжку» він провів 14 ігор, забивши один гол.

## Статистика виступів

### Статистика виступів за збірну
Станом на 9 червня 2022 року
| Дата       | Місто   | Господарі | Результат | Гості      | Турнір                               | Голи | Примітки |
| ---------- | ------- | --------- | --------- | ---------- | ------------------------------------ | ---- | -------- |
| 6-6-2021   | Малага  | Норвегія  | 1 – 2     | Греція     | товариський матч                     | -    | 69'      |
| 7-9-2021   | Осло    | Норвегія  | 5 – 1     | Гібралтар  | Відбір до ЧС 2022                    | -    | 80'      |
| 8-10-2021  | Стамбул | Туреччина | 1 – 1     | Норвегія   | Відбір до ЧС 2022                    | -    | 75'      |
| 11-10-2021 | Осло    | Норвегія  | 2 – 0     | Чорногорія | Відбір до ЧС 2022                    | -    | 46'      |
| 25-3-2022  | Осло    | Норвегія  | 2 – 0     | Словаччина | товариський матч                     | -    | 71'      |
| 29-3-2022  | Осло    | Норвегія  | 9 – 0     | Вірменія   | товариський матч                     | -    | 46' 90'  |
| 2-6-2022   | Белград | Сербія    | 0 – 1     | Норвегія   | Ліга націй УЄФА 2022-2023 - 1-й етап | -    | 3' 76'   |
| 9-6-2022   | Осло    | Норвегія  | 0 – 0     | Словенія   | Ліга націй УЄФА 2022-2023 - 1-й етап | -    | 46'      |
| Усього     |         | Матчів    | 8         |            | Голів                                | 0    |          |

## Досягнення
Годд
- Володар Кубка Норвегії (1): 2012

Молде
- Чемпіон Норвегії (1): 2019

Бенфіка
- Чемпіон Португалії (1): 2022-23
- Володар Суперкубка Португалії (2): 2023, 2025
- Володар Кубка португальської ліги (1): 2024-25